# It Happens Every Spring
It Happens Every Spring is een Amerikaanse filmkomedie uit 1949 onder regie van Lloyd Bacon.

## Verhaal
Een wetenschapper ontdekt bij toeval een middel dat hout afstoot. Hij maakt er een wondermiddel mee om honkballers met hun houten knuppels permanent mis te laten slaan.

## Rolverdeling
| Acteur              | Personage                            |
| ------------------- | ------------------------------------ |
| Ray Milland         | Prof. Vernon K. Simpson / King Kelly |
| Jean Peters         | Deborah Greenleaf                    |
| Paul Douglas        | Monk Lanigan                         |
| Ed Begley           | Edgar Stone                          |
| Ted de Corsia       | Jimmy Dolan                          |
| Ray Collins         | Professor Alfred Greenleaf           |
| Jessie Royce Landis | Mevrouw Greenleaf                    |
| Alan Hale jr.       | Schmidt                              |
| William Murphy      | Tommy Isbell                         |
| Debra Paget         | Alice (niet-gecrediteerd)            |